# Utopia Limited

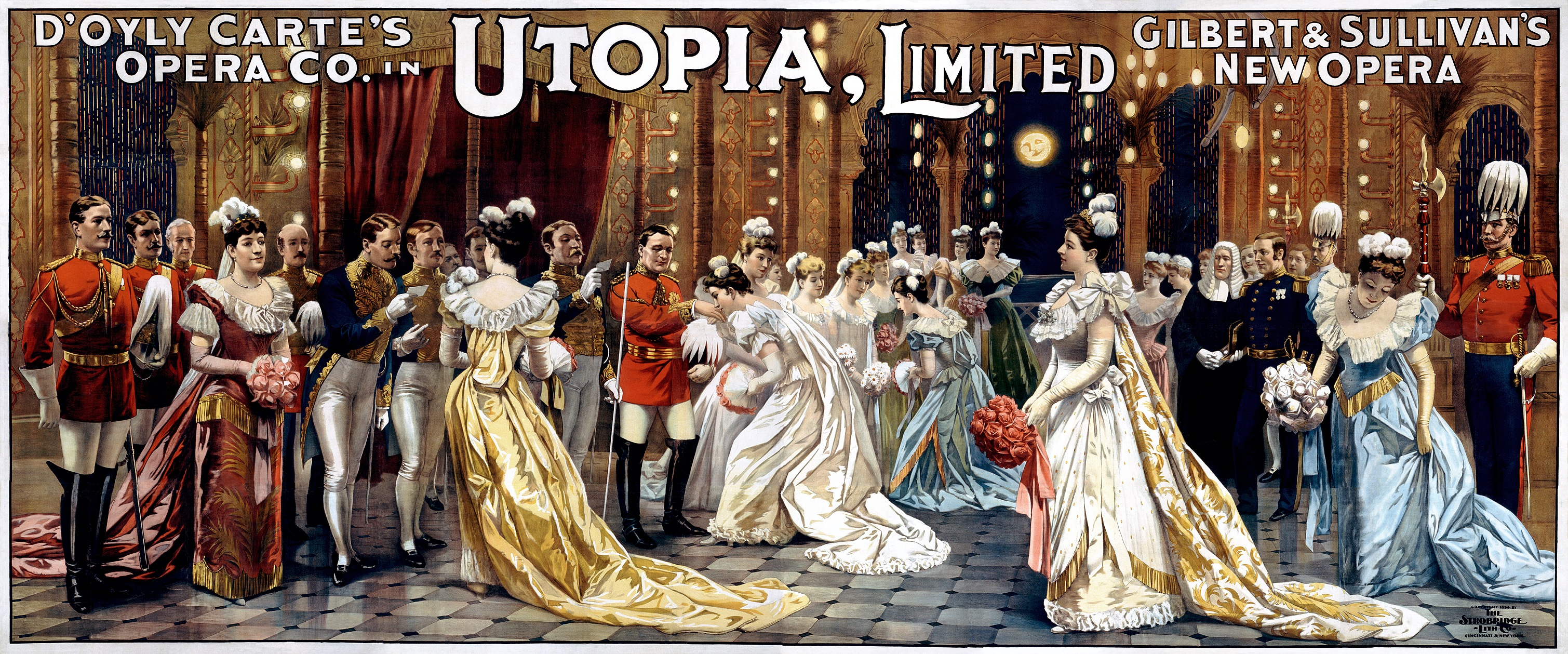
Tidig reklam som visar scenen i 'the Drawing Room'

Utopia, Limited; or, The Flowers of Progress är en savoy opera med musik av Arthur Sullivan och libretto av W. S. Gilbert. Det var det näst sista av sammanlagt fjorton samarbeten mellan Gilbert och Sullivan och verket hade premiär den 7 oktober 1893 och spelades 245 gånger. Den uppnådde dock inte samma framgång som merparten av deras tidigare verk.
Gilberts libretto driver med bolagsformen Limited Liability Company och då särskilt idén att ett ägarna till ett konkursföretag inte hade någon skyldighet att betala sina kreditorerna några pengar. Den gör också narr av Joint Stock Company Act (lagen som tillät bildandet av aktiebolag utan inblandning från parlamentet) med laglig, kommersiell handel. Dessutom är operetten en satir över det Brittiska imperiets sena 1800-tal och flera av nationens vördade institutioner. Genom att håna ett "barbariskt" lands adoption av ett "avancerat" lands kulturella värden blinkar verket mot kulturimperialismen. Librettot kritiserades för att vara för långt och svamligt av några kritiker och flera bihandlingar från akt I följs aldrig upp.
Utopia framförs mycket mera sällan än de flesta andra av Gilberts och Sullivans operetter. Den kan vara kostsam att sätta upp, kräver stor ensemble och två uppsättningar kostymer ("inföding" och "vardagsrum") till de flesta skådespelare. Handlingens tema och karaktärer, inklusive de specifika regeringsämbetena, är okända för dagens publik, även om dess teman med bolagisering av statliga institutioner och skandaler inom den engelska kungafamiljen förblir relevant. Bernard Shaw skrev i sin recension av verket i oktober 1893: "Jag njöt mer av musiken till Utopia än någon tidigare Savoy opera."

## Bakgrund
Under arbetet med Gilbert och Sullivans tidigare operett The Gondoliers 1890 blev Gilbert inblandad i en rättslig process med deras producent Richard D'Oyly Carte angående kostnaden för en ny matta till Savoy Theatre – och, mer troligt, för räkenskapsutgifterna under deras långa partnerskap. Sullivan stod vid Cartes sida och samarbetet upphörde. Gilbert svor att aldrig mer skriva för Savoy och efter att The Gondoliers lades ner 1891 drog han tillbaka uppföranderättigheterna till sina texter. Det var först i oktober 1891, efter samtal med deras förläggare Tom Chappell, som Gilbert och Sullivan återförenades. De var nu redo att planera sitt nästa samarbete med operetten Utopia, Limited. Rättstvisten hade emellertid gjort både Gilbert och Sullivan en aning bittra och deras två sista verk tillsammans förmörkades av en mindre kollegial stämning än vad som hade varit fallet i deras tidigare samarbeten.

### Verkets upprinnelse

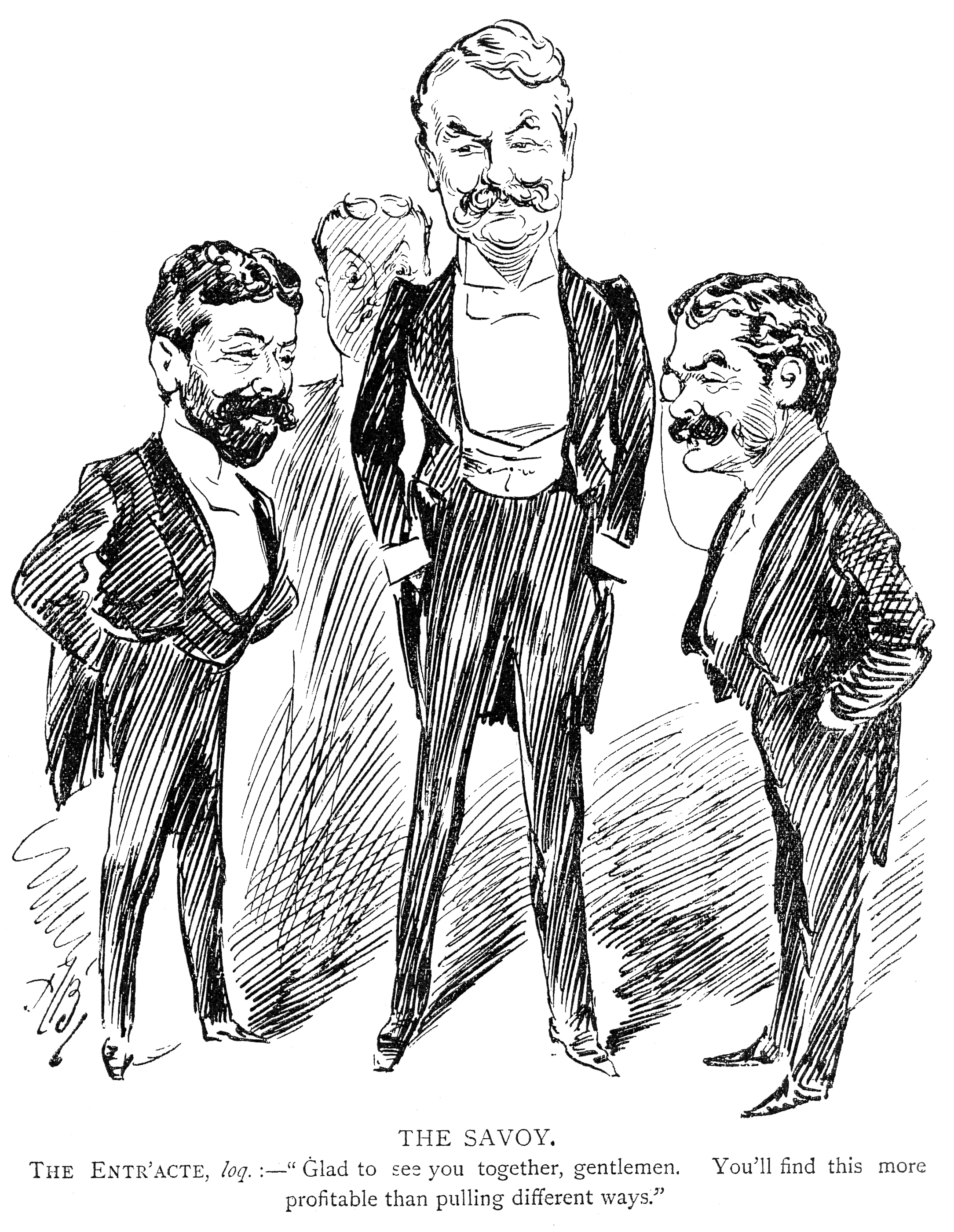
Tidningen Entr'acte uttrycker sin glädje över att Gilbert och Sullivan är återförenade.

I november 1892, efter långvariga och känsliga diskussioner angående de ekonomiska arrangemangen för nästa operett, lyckades Gilbert, Sullivan och Carte nå en uppgörelse och satte igång med den nya operetten. Den 27 januari 1893 läste Gilbert upp handlingen i stora drag för Sullivan och i juli var han färdig med hela librettot. Hela sommaren och hösten 1893 led Gilbert av gikt och var tvungen att övervara repetitionerna i rullstol. Gilbert och Sullivan var oense om många saker, däribland rollfiguren Lady Sophy, och Sullivan tyckte att några av Gilberts texter var svåra att tonsätta. Deras brist på sammanhållning under skrivandet och reptitionerna av Utopia stod i bjärt kontrast till var Sullivan brukade kalla "enskap" om deras tidigare samarbeten alltsedan Trial by Jury 1875. Hur som helst fullbordade Sullivan tonsättningen av Gilberts första akt inom en månad och mottog särskilda lyckönskningar från sin kollega för finalen, vilken Gilbert ansåg vara det bästa som Sullivan hade komponerat. Till Utopia engagerad upphovsmännen Hawes Craven att designa dekoren, vilken kom att bli mycket prisad. Craven var designern till Henry Irvings spektakulära Shakespeareuppsättningar på Lyceum Theatre. Percy Anderson designade kostymerna. Dekoren, rekvisitan och kostymerna uppgick till den oerhörda summan av £7,200.
År 1893, samma år som Utopia, Limited sattes upp, bevistade prinsessan Kaiulani av kungariket Hawaii en privatskola i England. Hon var det stora samtalsämnet inom societeten och mycken spekulation uppstod vilket inflytande den engelska "civilisationen" skulle ha på prinsessan och eventuellt på hennes hemland. Två decennier tidigare (1870) hade Anna Leonowens skrivit om sina sex år som guvernant åt barnen till kungen av Siam (Thailand) i boken The English Governess at the Siamese Court. De två kvinnorna och deras historier lär ha inspirerat till karaktärerna Prinsessan Zara och Lady Sophy. En annan impuls för Gilbert var hans förakt för Englands "Limited Liability Act of 1862", som han redan hade börjat utforska i den tidigare operetten The Gondoliers.
Genom användningen av en fantasiplats hade Gilbert möjligheten att leverera skarp satir mot det brittiska imperiet, jingoismen, monarkin, partipolitik och andra institutioner vilket skulle kunna ha trampat några av dessa på tårna om operetten hade utspelats i England. I verket återvänder Gilbert till idén med en anti anti-Utopi, som han på flera sätt hade utforskat i sina tidigare enaktare Happy Arcadia, Our Island Home, Topsyturveydom och i några av sina andra tidiga verk, såsom The Happy Land. Den tidigare Gilbert och Sullivan-operetten, The Gondoliers, handlar också om ett fiktivt kungarike där hovetiketten skilde sig avsevärt från de i England. I Utopia går den fredliga lilla ön från ett verkligt paradis till en plats av kaos genom införandet av "engelska" influenser, och räddas slutligen av en engelsk politiker. Gilberts biografiskrivare Jane Stedman kallar detta för en "Gilbertsk invasionshandling".

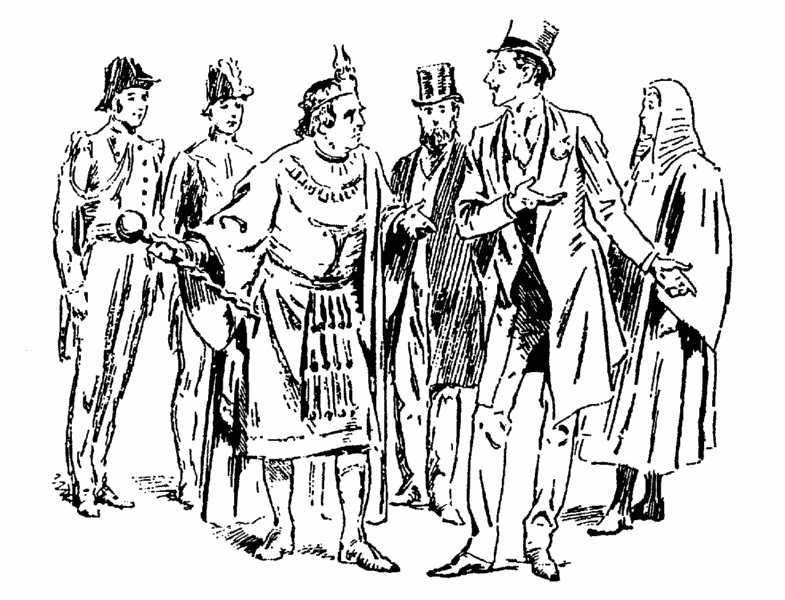
Mr. Goldbury: "Some seven men form an association"

Operettens satiriska behandling av Limited Liability Company och skandaler inom monarkin hade effekt 1893 och har så än idag. Därutöver hånar verket "praktiskt taget allt engelskt - engelsk klädstil, engelska konversation, engelsk företagsreklam, det engelska partisystemet, det engelska krigsdepartementet, stadsfullmäktige och den engelska regeringen." Förutom den satiriska sidan ägnar sig Gilbert åt andra nöjen. Han var uppdaterad på den tekniska fronten (till exempel när han i H.M.S. Pinafore nämner telefonen) och refererar till George Eastmans nya produkt Kodak med sloganen "You Press the Button, We Do the Rest". Gilbert kastar också några giftpilar mot Lord Chamberlains ämbete, något han älskade att göra. Court of St. James's blandas hånfullt samman med St James's Hall och dess minstrel shower. Sullivan stämmer in i parodin och understryker det hånfulla prisandet av allt engelskt med ett repetativt motiv genom hela verket byggt på melodin till "Rule, Britannia!".

### Mottagande och efterdyningar
Publiken på Savoy gladdes åt att se Gilbert och Sullivan återförenade, och premiären blev lyckad. Sullivan skrev i sin dagbok: "Klev upp på dirigentpulten prick 8.15. Min ovation varade 65 sekunder! Stycket gick underbart bra - inte ett enda misstag, och efteråt fick G. och jag en dubbelinropning." Kritikerna hade delade meningar om styckets förtjänster. Tidskriften Punch, vanligtvis fientligt inställd till Gilbert, kommenterade: "'Limited' (Begränsad) är den, i mer än en betydelse." Som motvikt skrev The Standard:  "Mr. Gilbert och Sir Arthur Sullivan befinner sig här på hemmaplan... Fyndigheten, humorn och textens satir har inte överträffats i någon av författarens tidigare operetter, kompositörens fascinerande ådra av melodiskt flöde är lika friskt som någonsin, och orkestreringen är full av karaktäristiskt roliga inslag. En mer komplett succé har inte uppnåtts tidigare inom komis opera, inte ens på Savoy." The Pall Mall Gazette hyllade också Sullivans bidrag, men nedvärderade Gilberts i avseendet att musiken "saknar motstycke i serien av Sullivans och Gilberts verk", men att texten "inte bara ingav en känsla av billighet utan även av trötthet på gränsen till utmattning." Tidningen The Era kommenterade att Gilberts "slagfärdighet var lika sprudlande och hans satir lika bitsk som någonsin" och ansåg att sammanträdesscenen var "hysteriskt rolig". The Observer bedömde att Gilbert inte hade tappat några av sina förtjänster och att "slagfärdigheten dominerade" och "är lika spontan som alltid: inte påtvingad eller vulgär, och hans rim är alltid felfria."
Några kritiker såg det som en svaghet att verket innehöll referenser till tidigare Gilbert och Sullivan-operetter, till exempel återanvändandet av karaktären Kapten Corcoran och samtal mellan Kung Paramount och Mikadon av Japan. The Pall Mall Gazette observerade: "Det är alltid melankoliskt när en författare drivs till att imitera sig själv. Utopia (limited) är en glädjelös travesti på det som hans namn vanligtvis förknippas med... Mr Gilbert har misslyckats med att få det gamla te sig nytt". The Musical Times rapporterade om teaterpublikens glädje över att kamraterna hade återförenats, men tillade
Alla skulle gladeligen stämt in i förnyade hyllningar om Utopia (Limited) hade visat sig jämbördig vad gäller humor och allmän friskhet med deras tidigare samarbeten. Så är tyvärr inte fallet, även om den i jämförelse med ordinära uppsättningar av opéra bouffe är överlägsen. Mr Gilbert är oförmögen att skriva en dålig eller andefattig text, och Sir Arthur Sullivan kan inte komponera annat än förfinad, melodiös och sublim musik. Det är endast i jämförelse med sådana mästerverk av humor, dramatik och musikalisk satir som Patience, The Mikado, The Yeomen of the Guard och The Gondoliers som librettot till Utopia (Limited) verkar en aning trist, särskilt i akt I, och musiken till stora delar tycks återblickande snarare än ny.
The Daily News och The Globe noterade båda att akt I var längre än någon tidigare Savoyopera och var i behov av trimning. The Manchester Guardian prisade verket, men kommenterade att det fanns "mycket (ibland för mycket) Gilbertska dialoger". Gilberts och Sullivans val av nedkortningar är suspekta. Sopranoarian "Youth is a boon avowed" fick några av de mest fördelaktiga recensionerna från pressen men ströks efter premiären. The Globe kallade den "ett av Sir Arthur Sullivans bästa arbeten". Strykningarna lämnade dessutom vissa bihandlingar från akt I olösta. Till exempel vägrade Sullivan att tonsätta en av Gilberts scener för Nancy McIntosh, vilket lämnade bihandlingen om Scaphio–Phantis–Zara hängande i luften. I sina memoarer skrev Rutland Barrington att den "andra akten...  inte var lika rolig som den brukade vara" i Gilberts och Sullivans operetter.
Showen gjorde en blygsam vinst, trots att den hade varit osedvanligt dyr att sätta upp. I jämförelse med den edwardianska musikalkomedins modeprakt visade salongsscenerna ett sällan skådat överflöd. The Manchester Guardian kallade den "ett av det mest magnifika någonsin skådat på scen" och till och med Punch prisade uppsättningens prakt, men det krävde tusentals pund i omkostnader och fick Utopia att bli den mest kostsamma Savoyoperan. Teaterpublikens smak ändrades från komiska operetter till musikalkomedier som In Town (1892), A Gaiety Girl (1893) och Morocco Bound (1893), vilka skulle komma att dominera Londonscenerna de följande decennierna.
I Utopia introducerade Gilbert sitt sista fynd, Nancy McIntosh som Prinsessan Zara, och rollen utökades mycket för att passa henne. Enligt forskaren John Wolfsons bok Final Curtain skadade detta balansen i handlingen genom att avleda uppmärksamheten från parodin. Samtida ögonvittnen är eniga om att McIntosh inte var någon bra skådespelerska och under speltiden av Utopia kom hennes brist på självförtroende och vacklande hälsa att påverka hennes framförande. Utopia Limited kom att bli McIntoshs enda medverkan i D'Oyly Carte Opera Company, då Sullivan vägrade skriva något om hon skulle medverka i det.  Diskussionerna om hennes sätt att spela Yum-Yum i en kommande nypremiär av The Mikado ledde till ett nytt gräl mellan dem och Gilberts insisterande på hennes medverkan i His Excellency fick Sullivan att vägra tonsätta stycket. Tre år kom att gå innan Gilbert och Sullivan samarbetade igen, då med deras sista verk: The Grand Duke.

## Roller
Utopianer

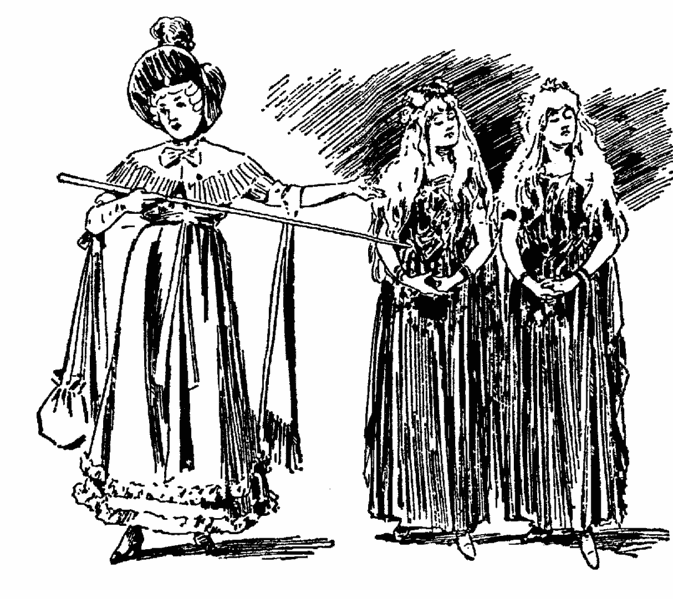
Lady Sophy presenterar prinsessorna Nekaya och Kalyba

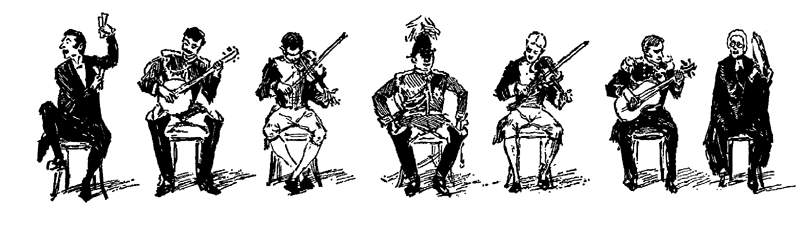
Kung Paramount och The Flowers of Progress i "Society has quite forsaken all her wicked courses"

- Kung Paramount den Förste, Kung av Utopia (baryton)
- Phantis, Scaphio, Domare i Utopias Högsta domstol (komiska barytoner)
- Tarara, Den officielle Exploderaren (komisk baryton)
- Calynx, Utopias Vice-Hovmarskalk (talroll)
- Prinsessan Zara, äldsta dotter till Kung Paramount (sopran)
- Prinsessan Nekaya (sopran) och prinsessan Kalyba (mezzosopran), hennes yngre systrar
- Lady Sophy, deras engelska guvernant (kontraalt)
- Salata (talroll), Melene (talroll) och Phylla (sopran), Utopianska möer

Imported Flowers of Progress
- Lord Dramaleigh, en brittisk Lord Chamberlain (hög baryton)
- Kapten Fitzbattleaxe, First Life Guards (tenor)
- Kapten Sir Edward Corcoran, KCB, i kungliga flottan (bas)
- Mr. Goldbury, en affärsman, senare ceremonimästare vid Utopias hov (baryton)
- Sir Bailey Barre, Q.C., Parlamentsledamot (tenor)
- Mr. Blushington, stadsfullmäktige (baryton)

## Handling

### Akt I

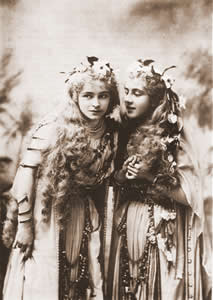
Owen och Perry som Nekaya och Kalyba

På den fiktiva söderhavsön Utopia har kung Paramount skickat iväg sin äldsta dotter prinsessan Zara till Girton College i England. Han hoppas att hennes skoltid ska bidra till hans plan att civilisera Utopia. Den officielle exploderaren Tarara avbryter flickornas slöa tillvaro ("In lazy languor, motionless") och påminner dem om hans plikt att spränga kungen med dynamit om de två "visa männen" Scaphio och Phantis beordrar honom att göra så; Tarara skulle därpå utropas till kung. De visa männen kommer in till folkets hyllning ("O make way for the Wise Men") och säger att deras plikt är att spionera på kungen för att förhindra "lymmelaktighet" ("In every mental lore"). Phantis förklarar sin kärlek till prinsessan Zara, och Scaphio lovar hjälpa honom vinna henne ("Let all your doubts take wing").
Kungen anländer ("A King of autocratic power we") och presenterar sina två yngre döttrar Nekaya och Kalyba som modeller för engelsk hållning ("Although of native maids the cream"). Deras engelska guvernant Lady Sophy förklarar hur unga damer bör uppträda när de uppvaktas av amorösa gentlemän ("Bold-faced ranger"). Kungen kommenterar att livet är en fars ("First you're born"). Han är vidare rätt upprörd över de visa männen makt över honom: han är oförmögen att gifta sig med Lady Sophy på grund av självförlöjligande artiklar som Scaphio och Phantis har tvingat honom att skriva och publicera i tidningen under pseudonym. Han hoppas att varken Sophy eller Zara aldrig läser dem, även om han inser att de är både klyftiga och välskrivna. Till sin fasa upptäcker Lady Sophy artiklarna ("Subjected to your heavenly gaze").

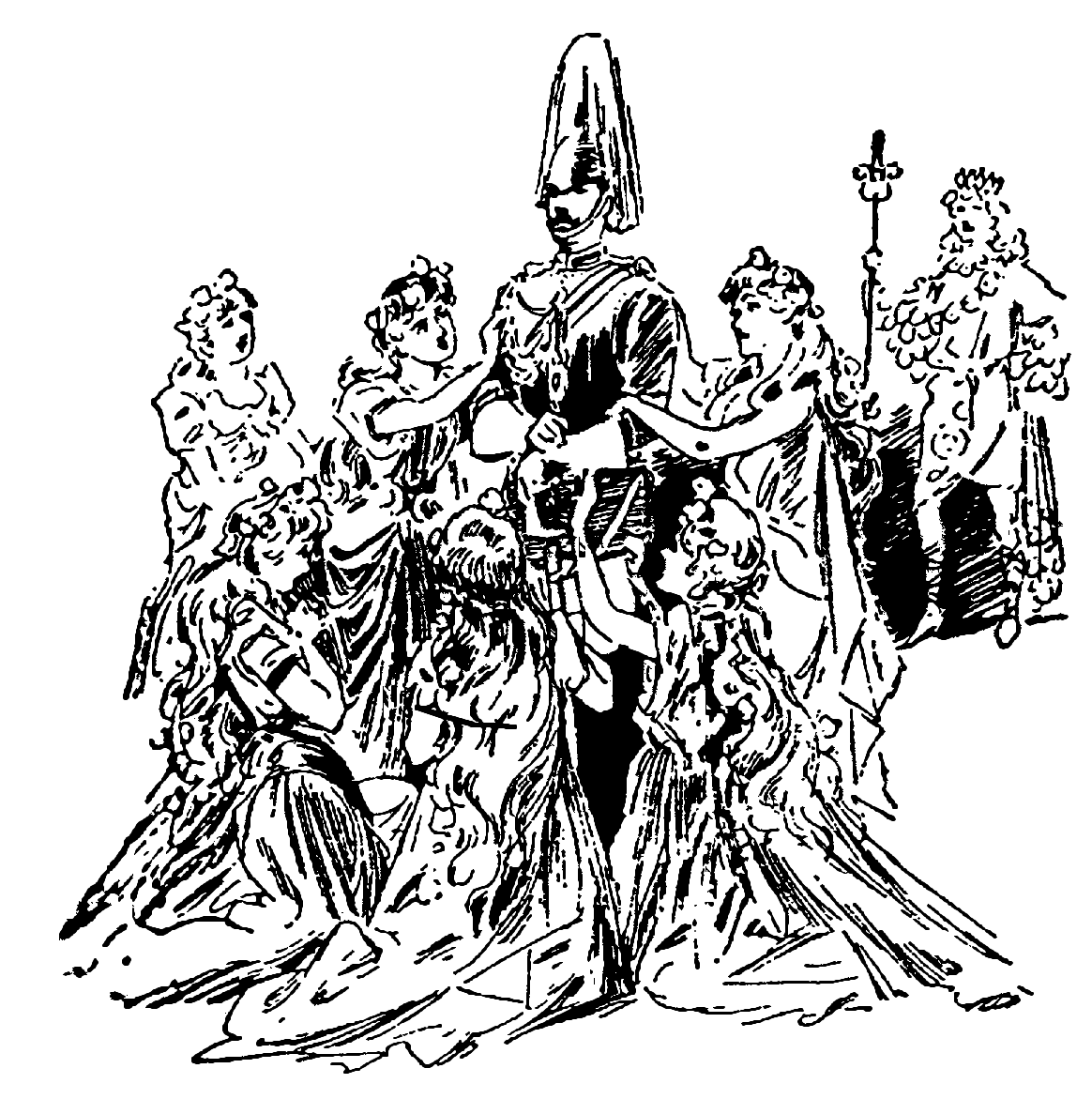
En soldat av the Life Guards beundras av Utopias möer

Prinsessan Zara återvänder till Utopia med sex brittiska gentlemän (the "Flowers of Progress") i släptåg ("Oh, maiden rich in Girton lore"). Hon har förälskat sig i en av dem, kapten Fitzbattleaxe ("Ah! gallant soldier"). När Scaphio och Phantis ser henne blir de båda blixtförälskade i prinsessan och grälar svartsjukt. De beslutar sig för att utkämpa en duell om hennes hand. Fitzbattleaxe kommer på ett bra sätt att försena de visa männen genom att säga att i England måste två rivaler anförtro deras hjärtedam till en officer av kavalleriet "som pant" tills saken är utagerad ("It's understood, I think"). På det sättet kan han och Zara förbli tillsammans
När alla Utopias invånare har samlats introducerar Zara the Flowers of Progress – Fitzbattleaxe (i armén), Sir Bailey Barre (Q.C. och MP), Lord Dramaleigh (Lord Chamberlain), Mr. Blushington (stadsfullmäktige), Mr. Goldbury (affärsman) och kapten Corcoran (i flottan – en skämtsam anspelning på figuren från Gilbert och Sullivans tidigare populära operett H.M.S. Pinafore). Utopierna är imponerade och de lyssnar när var och en av engelsmännen ger dem ett råd om hur de ska förbättra sitt land. Mr Goldbury förklarar, långrandigt, den brittiska Limited Liability Company ("Some seven men form an association"). Kungen bestämmer sig för att förändra hela landet till en bolagsform - en uppfinning som inte ens England har accepterar ännu. Alla gläds utom Scaphio, Phantis och Tarara.

### Akt II

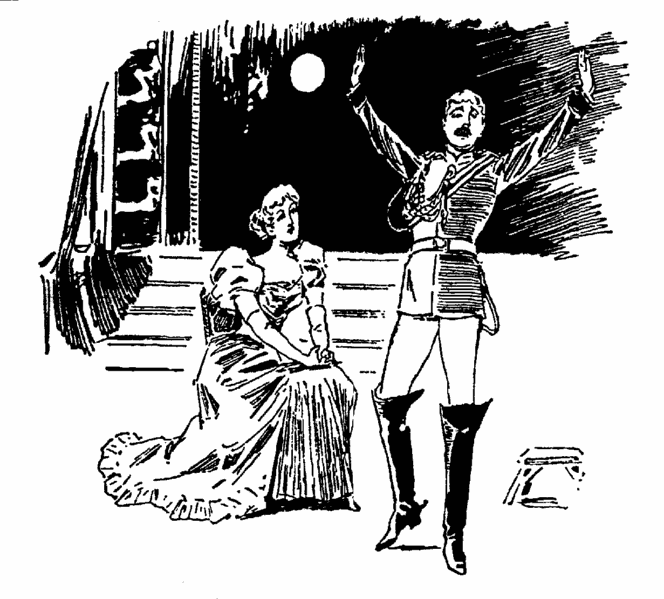
Fitzbattleaxe: "En tenor kan inte göra sig själv rättvisa" när han övermannas av kärlek

Fitzbattleaxe oroas över att kärlekens vånda har påverkat hans sångröst ("A tenor, all singers above"). Han och Zara delar en öm scen ("Words of love too loudly spoken"). Utopia har förvandlats till en "mer perfekt" kopia av Storbritannien - landet har byggt upp en armé, en flotta och ett hov, renat sin litteratur och drama och fullt ut anammat Mr Goldburys förslag så att varje invånare nu är ett eget bolag.
Kungen och the Flowers of Progress gläds över succén ("Society has quite forsaken") och folket, nöjda med engelskt mode och seder, sjunger om landets pånyttfunna ära ("Eagle high in cloudland soaring"). Scaphio och Phantis är rasande då det nya hotar deras makt ("With fury deep we burn"). De begär att kungen ändrar tillbaka allting, och när han vägrar påminner de om makten de har över hans liv ("If you think that when banded in unity"). Men kungen påpekar att de inte kan spränga ett bolad i bitar. Scaphio och Phantis konspirerar med Tara om hur styra allt till rätta igen ("With wily brain").

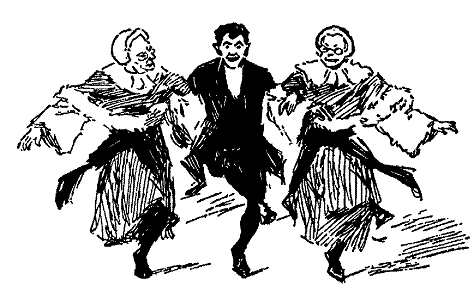
Scaphio, Phantis och Tarara smider planer

De yngre prinsessorna Nekaya och Kalyba möter Mr goldbury och Lord Dramaleigh, som förklarar att engelska flickor inte är dystra utan hjärtliga och roliga ("A wonderful joy our eyes to bless"). Prinsessorna vill gärna lämna några av de "unkna, mögliga lagar" som de har levt under ("Then I may sing and play?"). Under tiden sörjer Lady Sophy kungens fel som hindrar henne att älska honom ("When but a maid of fifteen year"). Kungen närmar sig Lady Sophy och berättar sanningen om artiklarna. Nu kan hon äntligen gå med på att gifta sig med honom ("Oh, rapture unrestrained").
Scaphio och Phantis har under tiden lyckats övertyga folket i Utopia att ändringar är till det sämre ("Upon our sea-girt land"). Alla krig har slutat vilket gör armén och flottan onödiga; hälsan är så bra att läkarna blir utan jobb; och lagarna är så perfekta att all kriminalitet har upphört, vilket har gjort alla rättssalar och advokater arbetslösa. Folket kräver att ändringarna tas tillbaka. Paramount ber sin dotter om en lösning och efter lite rådslag med Sir Bailey Barre inser hon att hon har glömt bort "det mest viktiga inslaget" i brittisk civilisation: Partisystemet! Med tvåpartisystemet kommer varje parti förbrylla det andra partiet till den grad att inga förbättringar kommer ske, vilket ger resultatet som alla eftersträvar. Folket är överförtjusta, Scaphio och Phantis fängslas och ridån faller medan folket sjunger sin lovsång till "en liten grupp av öar bortom havet" - Storbritannien.

## Musiknummer
- Inledning

Akt I

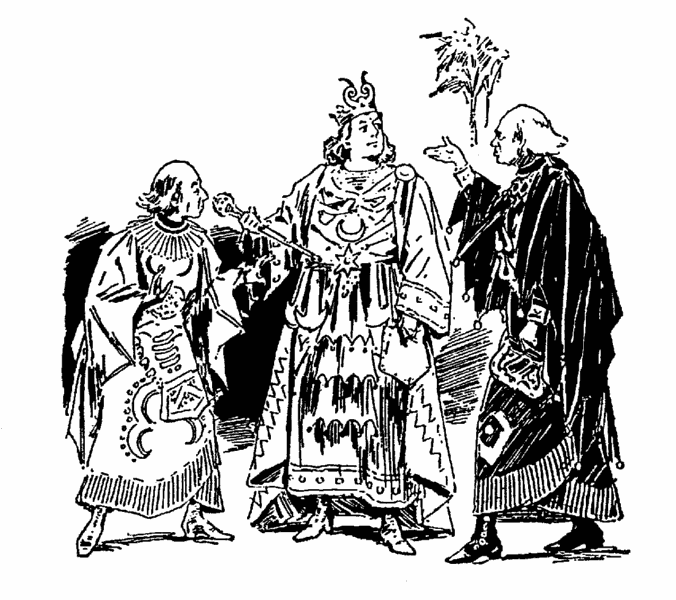
Kung Paramount konfererar med Scaphio och Phantis

- 1. "In lazy languor motionless" (Phylla och flickkör)
- 2. "O make way for the Wise Men" (Kör)
- 2a. "In every mental lore" (Scaphio och Phantis)
- 3. "Let all your doubts take wing" (Scaphio och Phantis)
- 4. "Quaff the nectar" (Kör)
- 4a. "A King of autocratic power we" (Kung och kör)
- 4b. "Although of native maids the cream" (Nekaya och Kalyba)
- 4c. "Bold-faced ranger" (Lady Sophy och kör)
- 5. "First you're born" (Kungen, Scaphio och Phantis)
- 6. "Subjected to your heavenly gaze" (Kungen och Lady Sophy)
- 7. "Oh, maiden rich in Girton lore" (Zara, Fitz., Troopers och kör)
- 8. "Ah! gallant soldier" (Zara, Fitz., Troopers och kör)
- 9. "It's understood, I think" (Zara, Fitz., Scaphio och Phantis)
- 10. "Oh, admirable art" (Zara och Fitz.)
- (11. Struken sång för Zara, "Youth is a boon avowed", sjungen på premiären men sedan förlorad.)
- 12. Akt I Final: "Although your Royal summons to appear" (Ensemble) och "When Britain sounds the trump of war" (Zara, Sir Bailey Barre och kör)
- 12a. "What these may be" (Zara, Dramaleigh, Blushington och kör) och "A company promoter this" (Zara, Goldbury och kör)
- 12b. "I'm Captain Corcoran, K.C.B." (Capt. Corcoran och kör) och "Ye wand'rers from a mighty State" (Quartet, Chorus och Soli)
- 12c. "Some seven men form an association" (Mr. Goldbury och kör), "Well, at first sight it strikes us as dishonest" (Ensemble) och "Henceforward of a verity" (Kung Paramount och Ensemble)

Act II

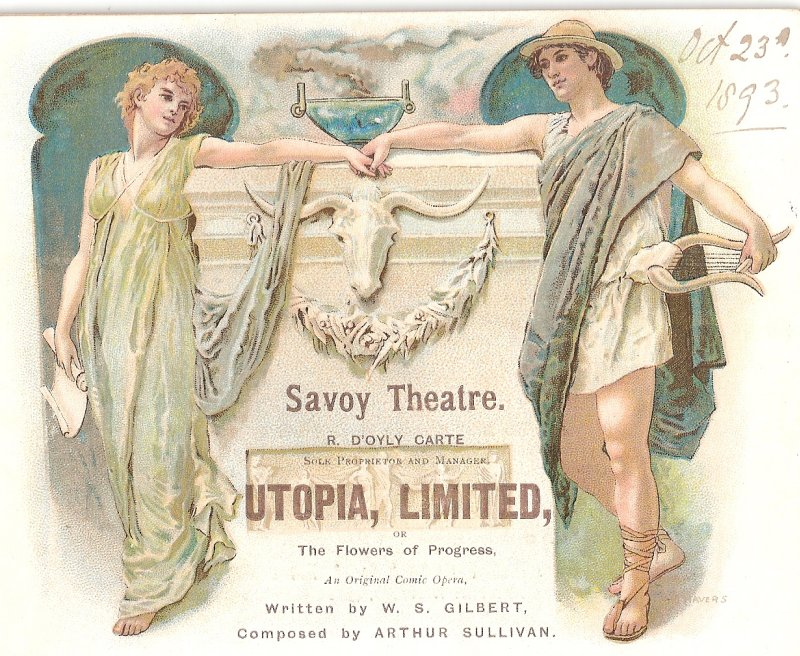
Souvenirprogramm till Utopia, Limited

- 13. "Oh, Zara!" och "A tenor, all singers above" (Fitz.)
- 14. "Words of love too loudly spoken" (Zara och Fitz.)
- 15. "Society has quite forsaken" (Kung och kör)
- 16. Entrance of Court
- 17. Drawing Room Music
- 18. "This ceremonial", "Eagle high in cloudland soaring" (Kung och ensemble)
- 19. "With fury deep we burn" (Scaphio, Phantis och Kung Paramount)
- 20. "If you think that when banded in unity" (Kung, Scaphio och Phantis)
- 21. "With wily brain" (Scaphio, Phantis och Tarara)
- 22. "A wonderful joy our eyes to bless" (Mr. Goldbury)
- 23. "Then I may sing and play?" (Nek., Kal., Lord D. och Mr. Goldbury)
- 24. "Oh, would some demon pow'r", "When but a maid of fifteen year" (Lady Sophy)
- 25. "Ah, Lady Sophy, then you love me!" (Kungen och Lady Sophy)
- 25a. "Oh, rapture unrestrained" (Kungen och Lady Sophy)
- 25b. Tarantella
- 26. "Upon our sea-girt land" (Kör)
- 27. Final Akt II: "There's a little group of isles beyond the wave" (Zara, Kung Paramount och ensemble)